# Tobias Philipp von Gebler

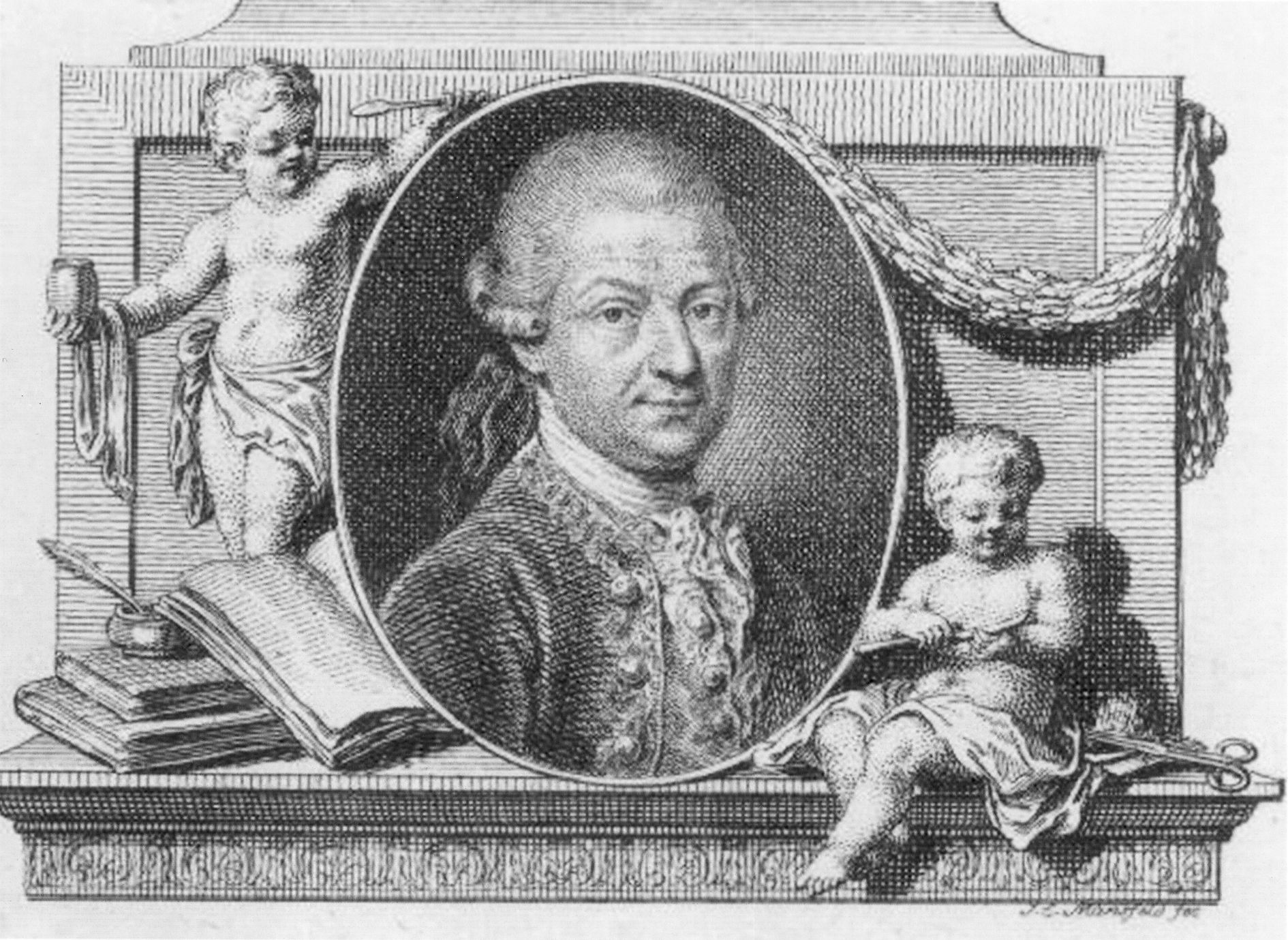
Brustbild im Medaillon, flankiert von einer stehenden und einer sitzenden Putte. Stich von J. E. Mansfeld, frühe 1770er Jahre.

Tobias Philipp Gebler, ab 1763 von Gebler, ab 1768 Freiherr von Gebler, (* 2. November, wahrscheinlich zwischen 1720 und 1722, in Greiz, Heiliges Römisches Reich; † 9. Oktober 1786 in Wien) war ein Dramatiker und galt als einer der fortschrittlichst denkenden österreichischen Staatsbeamten seiner Zeit.

## Leben
Tobias Philipp Gebler wurde am 2. November als Sohn bürgerlicher Eltern geboren. Sein Geburtsjahr ist wegen Verlusts der Greizer Matriken nicht ausreichend belegt, vermutlich wurde er 1722, höchstwahrscheinlich jedoch im Zeitraum von 1720 bis 1722 geboren. Später als 1722 wurde er gewiss nicht geboren: die Eintragung im Totenbeschauprotokoll der Stadt Wien vom 9. Oktober 1786 im Zusammenhalt mit der Tatsache, dass er bereits im Mai 1737 an der Universität Jena inskribierte, legt dies nahe.
Sein Vater, Tobias Georg Gebler (1685–1753), war Kanzleidirektor und Konsistorialpräsident des Grafen Heinrich XI. von Reuß zu Obergreiz. Seine Mutter war die Pfarrerstochter Christiane Renate Klein-Nicolai (1698–1729). Als Geburtsort Geblers kann Greiz im Vogtland angenommen werden.
In der Literatur werden als Geburtsjahr Geblers 1720, 1723, 1724, 1726 und 1728 angegeben. Später als 1722 wurde er gewiss nicht geboren, da diese Jahrangabe sich auf die Eintragung im Totenbeschauprotokoll der Stadt Wien vom 9. Oktober 1786 stützt.
Was den Geburtsort Geblers betrifft, so nennen zeitgenössische Angaben zum Teil Greiz, andere Zeulenroda. Sicher ist nur, dass Gebler in der Grafschaft Reuß geboren wurde. In den Zeulenrodaer Kirchenbüchern der Jahre 1719 bis 1735 taucht der Name Gebler nicht auf, womit Zeulenroda als Geburtsort wohl auszuschließen ist; die Greizer Taufregister verbrannten im Jahre 1802.
Gebler starb am 9. Oktober 1786 in Wien.

### Studium
Gebler studierte an den Universitäten Jena, Göttingen und Halle die Rechte. Im Jahr 1737 wurde in der Matrikel der Universität Jena vermerkt: „22.5.1737: Tobias Gebler, Greiza-Variscus“. Im Protokollbuch findet sich die Eintragung: „Den 8. Martii 1738 disputirte Herr M. Christian Johann Antonius Corvinus ‚De prinzipio cognoscendi absolute primo‘. Der respondens war Tobias Geblerus, Greiza-Variscus…“. Diese Eintragungen stützen die Vermutung, dass Gebler aus Greiz im Vogtland stammt.
Zwei Monate später war Gebler in Göttingen; die diesbezügliche Matrikeleintragung lautet: „Nr. 979 Tobias Gebler, Graiza Variscus, L.L.C., ex Academia Jenensi – Mai 1738 -.“ Im Juli 1738 war er unter dem Vorsitz des Heinrich Christian von Senckenberg der respondens „De gravamine in legitima Romanis et Germanis usitato.“ Schließlich wurde Gebler am 2. Mai 1741 an der Universität Halle als Student der Rechte immatrikuliert. Gebler absolvierte seine Studien „mit vielem Lob“.

### Gebler als Staatsmann
Nach Kavaliersreisen, die ihn durch Deutschland, Dänemark, Norwegen und die Niederlande führten, trat er 1748 in Den Haag in die Dienste der Generalstaaten der Vereinigten Niederlande. Er arbeitete von 1748 bis 1753 als Angestellter der holländischen Botschaft in Berlin. In dieser Stellung fand Gebler Gelegenheit, Österreich einen wichtigen diplomatischen Dienst zu erweisen, was zur Folge hatte, dass er am 15. Februar 1754 einen Posten als erster Sekretär bei der Intendenza zu Triest erhielt. In dieser Funktion war Gebler Leiter dieser Behörde, welche einen sehr großen Aufgabenbereich zu betreuen hatte: Sie pflegte den Verkehr mit den Konsulaten in der Levante, in Frankreich, Spanien, Portugal, Neapel, im Vatikan, in England, Holland, Dänemark, Schweden, Russland, Ostindien usw. Hier liefen die „Kommerzialrelationen“ (Berichte) der Konsuln ein; die Intendenza hatte das gesamte Litorale zu verwalten, das Militärwesen, die Rekrutierung, die Erbauung von Befestigungsanlagen zu besorgen; Bergwesen, Kupferfabrikation und „Verschleiß per mare“ (Verkauf auf dem Seeweg), Eisen- und Bleihandel, Fabriken- und Manufakturwesen, Schifffahrt und Schiffbau, Rechtsprechung, Delinquentenverwahrung, Bistumsangelegenheiten in Triest, Zengg und Modruš, das Postwesen im Litorale sowie das Maut- und Zollwesen.
Um die Bedingung für ein rasches Aufsteigen im österreichischen Staatsdienst zu erfüllen, trat Gebler noch vor seiner Bestellung von der protestantischen zur katholischen Konfession über. Mit dem 1. April 1756 wurde er zum Geheimen Hofsekretär am Wiener Kommerzdirektorium befördert, am 1. Jänner 1759 zum Wirklichen Kommerzien- und Bergrat. Als Bergwerksproduktenverschleißdirektor erwarb er sich durch sein kluges Management große Verdienste. Er erwies sich als vielseitiger, ambitionierter Geschäftsmann, der in vielem sehr moderne Strategien anwandte.
Am 1. April 1762 wurde er in die böhmisch-österreichische Hofkanzlei berufen, war in erster Linie mit dem Referat der ober- und vorderösterreichischen Lande befasst und zeigte sich neuerlich als sehr geschickter, pflichtbewusster und fortschrittlich denkender Beamter. In diesem Zusammenhang ist z. B. auf die Förderung hinzuweisen, die er Josef Anton von Riegger angedeihen ließ. Riegger war einer der ersten in Österreich, der an einer Universität deutsch vortrug und lebhaft auf Neuerungen und Verbesserungen drängte.
1768 verfasste Gebler zwei Schriften gegen die schwäbischen Reichsstände zu Gunsten der österreichischen Dominikalsteuer, die allgemein als Zeugnis seiner profunden juristischen Kenntnisse Anerkennung fanden.
Am 14. November 1768 wurde Gebler zum Mitglied des Staatsrates in inländischen Geschäften ernannt und kämpfte dort erfolgreich für eine Besserstellung des Bauernstandes, Abschaffung der Folter, weitgehende Beschränkung der Todesstrafe, Straffreiheit der Apostasie und mildere Ahndung der Gotteslästerung. Mit größtem Nachdruck vertrat er den Gedanken der Toleranz. Maria Theresia schätzte Gebler hoch und auch ihr zum Argwohn neigender Sohn schenkte ihm sein Vertrauen.
Das mit 13. Oktober 1781 datierte Toleranzpatent Kaiser Josephs II. hatte Gebler entworfen. Darüber hinaus erließ Joseph II. am 2. Jänner 1782 entsprechend einem Votum Geblers das Toleranzpatent für die niederösterreichischen Juden.
Um Österreichs Unterrichtswesen machte Gebler sich sehr verdient; er förderte den Wiener Schulmann Josef Mesmer und den Abt des Augustiner-Chorherrnstifts von Sagan, Johann Ignaz von Felbiger. Am 2. Dezember 1774 wurde in jedem Land ein Schulrat errichtet, vier Tage darauf eine allgemeine Schulordnung für die deutschen Normal-, Haupt- und Trivialschulen verkündet.
Er bemühte sich auch, an den Universitäten so weit wie möglich Latein durch Deutsch zu ersetzen. Beredt befürwortete er eine Milderung der Zensur. Neben Fürst Wenzel Anton Kaunitz kann Gebler als das bedeutendste Mitglied des Staatsrates bezeichnet werden.
Am 9. Oktober 1782 schließlich wurde er Vizekanzler der Vereinigten böhmisch-österreichischen Hofkanzlei, am 7. April 1785 wurde er mit der Leitung der „Robotabolitionsgesschäfte“ zur Reduzierung der bäuerlichen Frondienste und Abschaffung verschiedener gutsherrlicher Übergriffe betraut.

### Gebler als Autor von Bühnenstücken

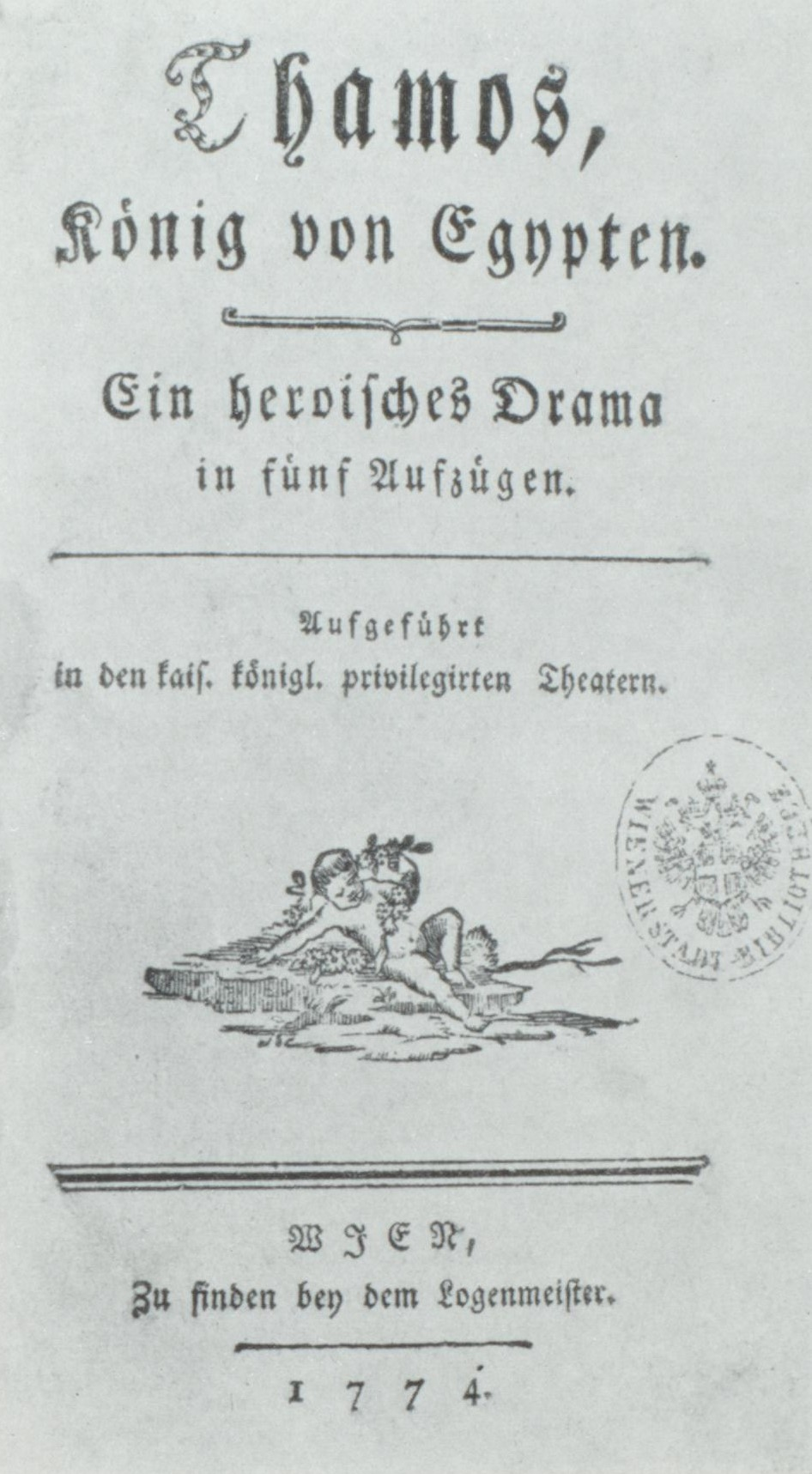
Thamos, König von Egypten (1774)

Frühzeitig hatte er sich freimaurerisches Gedankengut angeeignet. 1784 bis 1786 übte er wichtige freimaurerische Ämter aus.
Der mit der Materie Gebler recht gut vertraute Gustav Gugitz fällt über Geblers Dramen ein Pauschalurteil:

„Seine Bühnenwerke sind indessen reine Verstandesprodukte mit der Tendenz, das Niveau des Theaters zu heben und von der Bühne aus gegen Vorurteile zu eifern. Sie haben einen rein zivilisatorischen Auftrag, aber keine theatralische und künstlerische Berufung in ihrem Dilettantismus; es fehlt an Originalität; Charakterzeichnung, Handlung und Sprache ist Papier.“

Diese Aussage deckt sich in vielem mit Helene Maschers Meinung. Sie ist weitgehend richtig, dürfte sich jedoch vor allem auf Lessings negative Kritik stützen. Goethe, dessen Urteil dem eines Lessing gewiss nicht unterzuordnen ist, beurteilte Gebler weit günstiger und wies ihm eine verhältnismäßig beachtliche Stelle in der Entwicklung der Literatur zu. Christoph Martin Wieland bedachte Gebler in seinen Briefen mit zum Teil überschwänglichem Lob, mischte allerdings auch manch konstruktive Kritik darunter. Er machte Gebler darauf aufmerksam, dass sein Ausdruck der Situation oft nicht angemessen sei, lenkte sein Augenmerk auf Unwahrscheinlichkeiten in der Entwicklung der Handlung, auf mangelhafte psychologische Motivierung, auf eine gewisse Steifheit der Sprache.
Zweifellos ist es richtig, dass Geblers Werke, zwei bis drei ausgenommen, künstlerisch ohne jede Bedeutung sind. Zu diesen Ausnahmen zählt insbesondere Thamos, König in Ägypten. Ein heroisches Drama in fünf Aufzügen, das in Wien am Ostermontag des Jahres 1774 uraufgeführt wurde. Geblers Pathos ist in diesem Falle glaubwürdig und angebracht, die Handlung geschickt aufgebaut, das Verhalten der Personen ist logisch und gut motiviert. Geblers Freimaurerbruder Wolfgang Amadeus Mozart schuf Chöre und Zwischenaktmusiken, welche die Aufführung ergänzen sollten. 1780 führte Emanuel Schikaneder auf Mozarts Wunsch das Schauspiel in Salzburg auf. Im November 1980 brachte Nikolaus Harnoncourt diese Musikstücke mit dem Royal Concertgebouw Orchestra Amsterdam und den Chören Collegium Vocale und Netherlands Chamber Choir zur Aufführung. Den Oberpriester Sethos gab der Bass Thomas Thomaschke.

„Dieses Schauspiel von Tobias Gebler […] ist das eigentliche Vorbild und die Grundlage für die Handlung der ‚Zauberflöte‘ und aus ihm stammt der von Thamos hergeleitete Name des Prinzen Tamino, aber auch der ägyptische Schauplatz mit dem Sonnentempel als Mittelpunkt und der göttliche Weise, der im Sonnentempel herrscht.“

Nicht nur in der Handlung gibt es weitgehende Parallelen zwischen Thamos und der Zauberflöte, sogar im Text finden sich wörtliche Anklänge.
Das Drama Adelheid von Siegmar, Ein Trauerspiel in fünf Aufzügen, ist nach Thamos Geblers bestes Werk. Die Handlung entwickelt sich folgerichtig, fast zwangsläufig, der Knoten ist geschickt geschürzt. Constantin von Wurzbach nennt Adelheid von Siegmar „eine zu früh vergessene dramatische Arbeit Geblers.“ Das Stück wurde am 12. November 1774 in Wien uraufgeführt.
Als dritte Ausnahme kann hier noch der am 16. Juni 1770 in Wien uraufgeführte Einakter Die Übereilung erwähnt werden. Das Stück ist problemlos, spritzig und amüsant. Situationskomik ist reichlich vorhanden. Der Einakter ist eine freie Übersetzung von Fagans „Étourderie“.
Jedenfalls ist festzustellen, dass Geblers Tätigkeit als Theaterdichter für die Entwicklung des Wiener Dramas von großer Bedeutung war. Er hatte wesentlichen Anteil daran, dass in Österreich alte Vorurteile gegenüber dem Theater fielen, dass das deutsche Schauspiel von dem Odor, eine Belustigung der misera plebs zu sein, befreit wurde, dass das geregelte Drama den Sieg über die Bernardoniaden errang, dass ernsthafte Dramatiker für ernstzunehmende Schauspieler schrieben. Er regte auch die Gründung des Leopoldstädter Theaters an.

### Gebler als Freimaurer
Gebler betätigte sich sehr eifrig als Freimaurer. Nach der Gründung der Provinzialloge von Österreich war er Großmeister der Distrikts-Großloge „Zum neuen Bund“, nach dem Freimaureredikt Josephs II. Stuhlmeister der einen der beiden Wiener Logen Zur neugekrönten Hoffnung. In seinem Briefwechsel mit dem ihm befreundeten Nicolai in Berlin von 1771–1786, veröffentlicht von Richard Maria Werner (Berlin 1888), sind die freimaurerischen Verhältnisse in Wien eingehend erörtert.

## Familie
Gebler heiratete am 18. Juni 1758 Maria Anna Edle von Werth (1732–1810), eine Tochter des kursächsischen Hofrats Christoph Edler von Werth und der Katharina von Gaun. Das Paar hatte zwei Söhne und eine Tochter:
- Joseph Franz (* 9. Oktober 1760)
- Marie Elisabeth (* 7. Juli 1766)
- Johann Heinrich (* 14. April 1767)

## Ehrungen
Gebler erlebte eine Reihe von Ehrungen. So erhielt er 1763 den Reichsritterstand, 1768 wurde er in den Freiherrenstand erhoben, 1782 wurde er zum Geheimen Rat ernannt.
1894 wurde die Geblergasse in Wien-Hernals (17. Bezirk) nach ihm benannt.

## Werke

### Schriften
- Tobias Gebler: Disquisitio juridica de gravamine in legitima Romanis et Germanis usitato praeside Henrico Christiano Senckenberg. Iuris cons. cons. reg. Et p.p.o. in Acroaterio iuris consultorum. D. II, MDCCXXXVII H.IX.A.M. Defendenda a Tobia Gebler Graiza Varisco Iuris cult. Gottingae.
- Tobias Philipp Gebler: Kurze Beobachtung, auf was Art von verschiedenen in den Vorderösterreichischen Erblanden begüterten Reichsständen Steuern abverlangt werden wollen. (Anmerkungen über einen bei der Schwäbischen Kreisversammlung zum Vorschein gekommenen Aufsatz. Diese Arbeit wurde anonym veröffentlicht).
- Tobias Philipp Gebler: Gründe, warum das Allerdurchlauchtigste Erzhaus Österreich des hochlöblichen schwäbischen Kreises Stände und Angehörigen, über deren aus den vorderösterreichischen Landen ziehende Einkünften, oder das sogenannte Dominicale, steuerfrei anzusehen haben möge. (Beantwortung einer bei der letzten schwäbischen Kreisversammlung gegen die dermaligen Vorderösterreichischen Steuereinrichtungen neuerlich zum Vorschein gekommene Schrift. Anonym veröffentlicht).
- Tobias Philipp Gebler: Des Freiherrn von Gebler Theatralische Werke. 3 Bände. Prag/Dresden 1772–1773.
- Adelheid von Siegmar. Ein Trauerspiel in 5 Aufzügen (von Herrn von Gebler in Wien). In: Theater der Deutschen. Königsberg/Leipzig 1776.

### Bühnenstücke
- Die Kabala oder das Lottoglück. Lustspiel in einem Akt. Uraufführung am 17. Jänner 1770 (1775 erschien es überarbeitet in Wien unter dem Titel Der Terno oder das Lottoglück).
- Das Bindband oder Die fünf Theresen. Uraufführung am 17. Februar 1770 (1775 erschien es in überarbeiteter Form in Frankfurt unter dem Titel Der Namenstag).
- Das Prädikat oder der Adelsbrief. Lustspiel in drei Aufzügen. Uraufführung in Wien am 21. April 1770.
- Die Freunde des Alten oder Ehedem waren gute Zeiten. Lustspiel in drei Akten. Uraufgeführt in Wien am 2. Juni 1770
- Die Übereilung. Einakter in 22 Aufzügen. Uraufführung in Wien am 16. Juni 1770. (Der Einakter ist eine freie Übersetzung von Fagans Étourderie).
- Die Witwe. Lustspiel in zwei Aufzügen. Uraufführung am 1. Dezember 1770 (Eine Madame F. übersetzte das Stück ins Französische).
- Der Stammbaum. Lustspiel in fünf Aufzügen. Uraufgeführt am 19. Jänner 1771 (1775 erschien das Lustspiel erheblich überarbeitet in Frankfurt am Main unter dem Titel Der Familienstreit. In einer neuen veränderten Aufgabe kam es 1776 anonym in Wien unter dem Titel Das unruhige Namensfest oder der Weiberstreit heraus).
- Der Minister in fünf Aufzügen (eine nähere Bezeichnung fehlt). Uraufgeführt in Wien am 6. April 1771 (Auch in Berlin wurde es erfolgreich gespielt. Das Stück erlebte zwei Übersetzungen ins Italienische und wurde von Junker ins Französische übertragen; Digitalisat).
- Klementine oder das Testament. Drama in fünf Akten. Uraufgeführt in Wien am 5. Juli 1771 (Auch in Berlin wurde das Stück erfolgreich gespielt. Ein Mr de Juvigny, ancien officier, übersetzte es 1774 in Französische. 1790 erschien es in Ungarisch).
- Darf man seine Frau lieben. Lustspiel in fünf Akten, frei nach dem Französischen des Nivelle de la Chaussée. Uraufgeführt in Wien am 19. Jänner 1772
- Die abgenötigte Einwilligung. Lustspiel in einem Akt, freie Übersetzung des Consentement forcée des Guyot von Merville. Uraufgeführt in Wien am 5. Oktober 1771
- Leichtsinn und gutes Herz. Lustspiel in fünf Aufzügen. Uraufgeführt am 13. Juni 1772 in Wien (Später wurde es auch in Berlin gespielt)
- Die Osmonde. Drama in fünf Akten. Uraufgeführt in Wien am 8. August 1772. (Am 24. Oktober wurde das Drama in Weimar am Geburtstag der Herzogin gegeben, am 16. Oktober 1777 wurde es in Augsburg aufgeführt. Eine ungarische Übersetzung von Kazinczy (oder Kazinsky) erschien 1790 in Kaschau).
- Die Versöhnung. Lustspiel in fünf Aufzügen. Uraufführung in Wien am 26. Dezember 1772; das Stück wurde im selben Jahr auch vor dem kaiserlichen Hof in Laxenburg aufgeführt, später auch in Berlin.
- Thamos, König von Ägypten. Heroisches Drama in fünf Aufzügen. Uraufgeführt am Ostermontag 1774 (Digitalisat in der Digitalen Bibliothek Mecklenburg-Vorpommern) – Das Drama wurde von Junker im Theatre allemand und von Mr de Juvigny in Französische übertragen, eine ungarische Übersetzung von Kazinczy erschien 1790 in Kaschau.
- Adelheid von Siegmar. Trauerspiel in fünf Aufzügen. Uraufgeführt in Wien am 12. November 1774; in Berlin wurde es am 13. Feb. 1776 gegeben.
- Die Verkehrte Welt in einem Lustspiel. Dieses Stück erschien 1764 anonym in Erfurt und Leipzig. Der Katalog der Wiener Nationalbibliothek schreibt es Tobias Philipp Gebler zu.

## Porträts
Es existieren zumindest noch drei Porträts von Gebler. Alle drei besitzt die Porträtsammlung der Österreichischen Nationalbibliothek. Nummer 2 findet sich auch in der Porträtsammlung des Historischen Museums der Stadt Wien
1. Brustbild in Medaillon, halblinks, Stich von J. E. Mansfeld. Es trägt die Unterschrift: „Tobias Philipp Freiherr von Gebler, Kais. Königl. Staatsrath und Ritter des Königl. St. Stephansordens“. Dieses Bild erschien in der Allgemeinen deutschen Bibliothek. Es steht vor dem ersten Stück des 25. Bandes.
2. Kopfstück in Medaillon, links, Stich von J. E. Mansfeld. Die Unterschrift lautet: „Wer bei der Clementine[25] Zähren des angenehmsten Leids vergoß und wer beim Minister[26] auf das Herz des Autors schloß, wird diesen auch im Bild verehren“. Die Verse sind von Pater Karl Mastalier. Dieses Bild wurde dem Theatralkalender von Wien für das Jahr 1772 vorangestellt.
3. Brustbild im Medaillon, halbrechts, flankiert von einem stehenden und einem sitzenden Putto. Vor dem stehenden befinden sich Bücher, ein Tintenfaß mit Feder und ein aufgeschlagenes Manuskript. Stich ebenfalls von J. E. Mansfeld. Dieses Bild wurde vermutlich noch nicht veröffentlicht. Es dürfte aus den frühen 1770er Jahren stammen.

### Ungedruckte Quellen
- Wiener Stadt- und Landesarchiv
  - Hauptarchivsakten
  - Totenbeschauprotokolle
  - Zettelkartei Gustav Gugitz, „Hofkanzlei“
- Archiv der Georg-August-Universität Göttingen
  - Universitätsmatrikel
- Archiv der Martin-Luther-Universität Halle-Wittenberg
  - Universitätsmatrikel
- Archiv der Friedrich-Schiller-Universität Jena
  - Universitätsmatrikel
  - Protokollbuch der philosophischen Fakultät
- Haus-, Hof- und Staatsarchiv Wien
  - Staatsratsprotokolle
  - Kabinettsakten
  - Nachlass Zinzendorf
- Österreichisches Staatsarchiv, Finanz- und Hofkammerarchiv
  - Kommerzakten
  - Münz- und Bergwesen
  - Robotabolitionsakten
- Kirchenbücher der ev.-luth. Kirchengemeinde Zeulenroda
- Wienmuseum
  - Porträtsammlung
- Österreichische Nationalbibliothek
  - Handschriftensammlung
  - Porträtsammlung
- Wienbibliothek
  - Schenkung der Karoline Weidlich

### Gedruckte Quellen
- Geblers Werke
- Brünner Zeitung
- Johann Jost Anton von Hagen: Briefe deutscher Gelehrten an den Herrn Geheimen Rat Klotz. 2 Bde. Halle 1773.
- Carl Freiherr von Hock, Hermann Bidermann: Der österreichische Staatsrat (1750–1848). Eine geschichtliche Studie. Wien 1879.
- Carl Wilhelm Friedrich von Schlegel: Deutsches Museum. Wien 1812–1813.
- Richard Maria Werner: Aus dem Josephinischen Wien. Geblers und Nicolais Briefwechsel während der Jahre 1771–1786. Berlin 1888.
- Christoph Martin Wieland: Auswahl denkwürdiger Briefe. (Hrsg. von Ludwig Wieland). Wien 1815.
- Wienerisches Diarium
- Wiener Zeitung